# افرای سه‌گل
افرای سه‌گل (نام علمی: Acer triflorum) نام یک گونه از سرده افرا است.